# Peciîvodî, Slavuta
Peciîvodî (în ucraineană Печиводи) este localitatea de reședință a comunei Peciîvodî din raionul Slavuta, regiunea Hmelnîțkîi, Ucraina.

## Demografie
Componența lingvistică a localității Peciîvodî
     Ucraineană (99,79%)
     Alte limbi (0,21%)
Conform recensământului din 2001, majoritatea populației localității Peciîvodî era vorbitoare de ucraineană (99,79%), existând în minoritate și vorbitori de alte limbi.